# Supercoppa di Germania 2016
La Supercoppa di Germania 2016 (ufficialmente DFL-Supercup 2016) è stata la diciassettesima edizione della Supercoppa di Germania.
Si è svolta il 14 agosto 2016 al Signal Iduna Park di Dortmund tra il Bayern Monaco, vincitore della Bundesliga 2015-2016 e della Coppa di Germania 2015-2016, e il Borussia Dortmund, secondo classificato in campionato.
Ad aggiudicarsi il trofeo è stato il Bayern Monaco, che ha vinto per 2-0 grazie alle reti di Arturo Vidal e Thomas Müller.

## Partecipanti
| Squadre           | Qualificazione                                                           | Partecipazioni precedenti (il grassetto indica la vittoria) |
| ----------------- | ------------------------------------------------------------------------ | ----------------------------------------------------------- |
| Borussia Dortmund | Secondo classificato in Bundesliga 2015-2016                             | 7 (1989, 1995, 1996, 2011, 2012, 2013, 2014)                |
| Bayern Monaco     | Vincitore della Bundesliga 2015-2016 e della Coppa di Germania 2015-2016 | 9 (1987, 1989, 1990, 1994, 2010, 2012, 2013, 2014, 2015)    |

## Tabellino
| Arbitro: | Welz (Wiesbaden) |

|  |           |                      |
|  | Marcatori | 58’ Vidal 79’ Müller |

| Borussia Dortmund | Bayern Monaco |

| P               | 38 | Roman Bürki               |     |     |
| TD              | 30 | Felix Passlack            | 29’ |     |
| DC              | 25 | Sōkratīs Papastathopoulos |     |     |
| DC              | 5  | Marc Bartra               |     |     |
| TS              | 29 | Marcel Schmelzer (c)      |     |     |
| MED             | 27 | Gonzalo Castro            |     |     |
| MED             | 18 | Sebastian Rode            | 61’ |     |
| ED              | 20 | Adrián Ramos              |     | 69’ |
| CO              | 23 | Shinji Kagawa             |     |     |
| ES              | 7  | Ousmane Dembélé           | 39’ | 68’ |
| A               | 17 | Pierre-Emerick Aubameyang |     | 78’ |
| A disposizione: |    |                           |     |     |
| P               | 1  | Roman Weidenfeller        |     |     |
| D               | 13 | Raphaël Guerreiro         |     |     |
| D               | 26 | Łukasz Piszczek           |     |     |
| C               | 9  | Emre Mor                  |     | 78’ |
| C               | 10 | Mario Götze               |     |     |
| C               | 21 | André Schürrle            |     | 68’ |
| C               | 33 | Julian Weigl              |     | 69’ |
| Allenatore:     |    |                           |     |     |
| Thomas Tuchel   |    |                           |     |     |

| P               | 1  | Manuel Neuer       |     |     |
| TD              | 21 | Philipp Lahm (c)   |     |     |
| DC              | 8  | Javi Martínez      | 10’ |     |
| DC              | 5  | Mats Hummels       |     |     |
| TS              | 27 | David Alaba        |     |     |
| CC              | 23 | Arturo Vidal       |     | 71’ |
| CC              | 14 | Xabi Alonso        | 29’ |     |
| CC              | 6  | Thiago             |     |     |
| AD              | 25 | Thomas Müller      |     | 86’ |
| AC              | 7  | Franck Ribéry      | 29’ | 65’ |
| AS              | 9  | Robert Lewandowski |     |     |
| A disposizione: |    |                    |     |     |
| P               | 26 | Sven Ulreich       |     |     |
| D               | 13 | Rafinha            |     |     |
| D               | 18 | Juan Bernat        |     | 86’ |
| D               | 39 | Nicolas Feldhahn   |     |     |
| C               | 29 | Kingsley Coman     |     | 65’ |
| C               | 32 | Joshua Kimmich     |     | 71’ |
| A               | 37 | Julian Green       |     |     |
| Allenatore:     |    |                    |     |     |
| Carlo Ancelotti |    |                    |     |     |